# ویلاموویتسه (شهرستان چیشن)
ویلاموویتسه (به لاتین: Wilamowice) یک روستا در لهستان است که در گمینا سکوچوو واقع شده‌است. ویلاموویتسه ۲٬۷۸ کیلومتر مربع مساحت و ۴۵۷ نفر جمعیت دارد.